# Federación de Medios de Comunicación Social de Chile
La Federación de Medios de Comunicación Social de Chile (FMCS) es una asociación chilena que agrupa a las tres mayores asociaciones gremiales de los medios de comunicación chilena; la Asociación Nacional de la Prensa (ANP), la Asociación de Radiodifusores de Chile (ARCHI) y la Asociación Nacional de Televisión (ANATEL). Su presidencia va rotando entre los presidentes de estas asociaciones.
Respecto a su creación, Ernesto Corona, al terminar su periodo, mencionó:

En 1990 junto con el regreso de la democracia en nuestro país, las organizaciones gremiales del mundo de la prensa, la radio y la televisión iniciaron una profunda reflexión respecto de la necesidad de reforzar y recuperar en su totalidad la Libertad de Expresión. De esos encuentros nació la convicción de que más allá de los intereses específicos de la prensa escrita, la radio y la televisión, existía un denominador común potentísimo que invitaba a juntar fuerzas a su alrededor y trabajar en su pleno desarrollo ¿Cuál era este denominador común? La Libertad de Expresión. Alrededor de ella, para protegerla, enriquecerla, fortalecerla, nació en 1992 la Federación de Medios de Comunicación Social de Chile, compuesta por la Asociación Nacional de la Prensa, ANP; la Asociación de Radiodifusores de Chile, ARCHI y la Asociación Nacional de Televisión, ANATEL.
Ernesto Corona

De la Federación depende el Consejo de Ética de los Medios de Comunicación Social de Chile, creado en 1990 con el fin de establecer un mecanismo de autorregulación ética de los medios que integran las asociaciones de la Federación.